# Hässleholm
Hässleholm (bis 1906 Hessleholm) ist eine Ortschaft (tätort) in der südschwedischen Provinz Skåne län und Hauptort der gleichnamigen Gemeinde.
Anfänglich befand sich hier ein Gutshof aus dem 16. Jahrhundert, der um 1780 durch zwei Flügelbauten erweitert wurde. 1860 baute man die Eisenbahnlinie Malmö–Nässjö–Falköping und Hässleholm erhielt einen Bahnhof. In den folgenden Jahren entstanden weitere Bahnverbindungen nach Helsingborg, Kristianstad und Markaryd. Auf der Grundlage dieses Knotenpunktes wuchs die Siedlung, welche 1901 den Status einer Minderstadt (köping) erhielt. Bei der Übernahme der Stadtrechte im Jahr 1914 zählte Hässleholm zu Schwedens kleinsten Städten. Auch bis zur Verwaltungsreform von 1971, welche die Stadtrechte unbedeutend machte, wuchs der Ort nicht merklich. Zeitweilig waren südlich des Ortes zwei Regimenter stationiert, die im Jahr 2000 abgewickelt wurden.
Das Ortszentrum wuchs auf der östlichen Seite des Bahndammes heran. Der größte Teil der Bebauung, die im modernen Stil gehalten ist, stammt jedoch aus der Zeit nach dem Zweiten Weltkrieg. 2002 wurde das örtliche Kulturhaus eingeweiht.

## Söhne und Töchter der Stadt
- Daniel Börtz (* 1943), Komponist
- Ingvar Cronhammar (1947–2021), schwedisch-dänischer Bildhauer und Installationskünstler
- Andreas Dahl (* 1984), Fußballspieler
- Familjen, Sänger und Musiker
- K. G. Hammar (* 1943), Theologe und ehemaliger Erzbischof von Uppsala
- Mathilde Janzen (* 2005), Fußballspielerin
- Elinore Johansson (* 1996), Handballspielerin
- Gert Mellbourn (1912–1983), Germanist, Medizinhistoriker und Hochschullehrer
- Åke Persson (1932–1975), Jazz-Posaunist
- Anders Stenmo (1956–2023), Musiker und Drehbuchautor
- Robin Stjernberg (* 1991), Sänger und Musiker
- Roger Tallroth (* 1960), Ringer